# アレクサンドル・カウリバルス

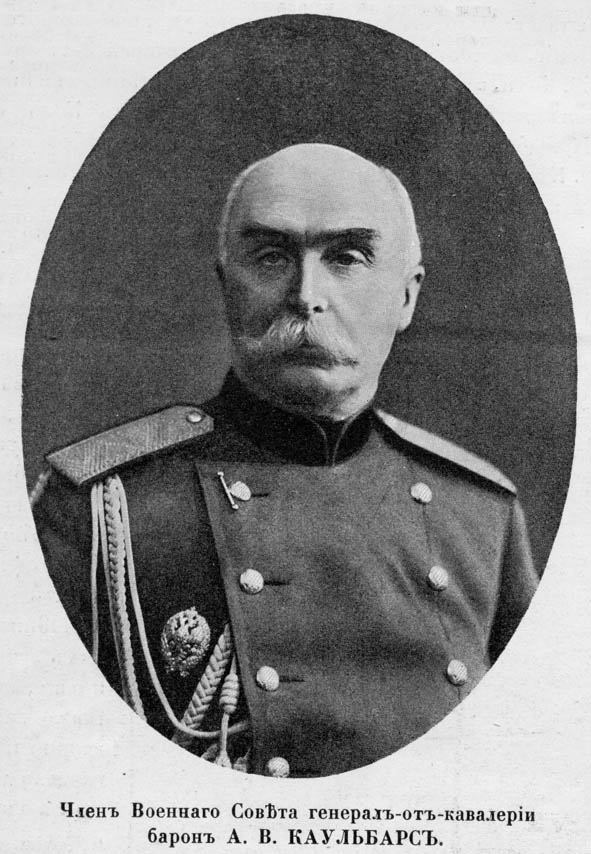
アレクサンドル・カウリバルス

アレクサンドル・ヴァシーリエヴィチ・カウリバルス（ロシア語:Александр Васильевич Каульбарс；ドイツ語:Alexander Wilhelm Anders von Kaulbars、1844年5月23日‐1925年1月25日）は、ロシア帝国の軍人、探検家。最終階級は騎兵大将。日露戦争ではロシア第2軍司令官として奉天会戦に参加している。

## 経歴
バルト・ドイツ人の男爵の家系にロシア帝国支配下のエストニアで生まれる。父親は陸軍中将、兄ニコライも大将である。1861年にニコラエフスク士官学校に入学、1868年には同陸軍大学で参謀教育を受ける。1869年からトルキスタンに派遣され、1872年までヒマラヤ山脈や天山山脈への探検隊に参加。天山への探検の際は新疆で清朝から独立したカシュガル王ヤクブ・ベクと会見し、通商条約を締結した。1873年にはアムダリヤ川流域への探検に参加。不明な点の多かった中央アジアの地理研究で多大な功績を挙げた。
1874年、第8騎兵師団参謀長。露土戦争後の1878年‐1879年には休戦管理委員となりセルビアに派遣された。1879年、第14騎兵師団第1旅団長に補せられ、少将に昇進。1882年から翌年にかけてはブルガリア軍事省に出向し、バルカン半島におけるロシアの影響力拡大に努めた。1882年に騎兵師団新設に関わり、翌年プウォツクの第15騎兵師団長に補される。1891年に中将に昇進。1897年、第2シベリア軍団長に就任し、1900年の義和団の乱鎮圧に従軍。1900年に大将に昇進し、翌年オデッサ軍管区副司令官となる。
1904年に日露戦争が勃発すると、10月にロシア満洲軍の第3軍司令官に任命される。黒溝台会戦ののちグリッペンベルクが辞任した後は第2軍司令官に転じ、奉天会戦を戦う。同会戦の敗戦後は責任を追及され軍法会議にかけられたが無罪となった。1905年8月から1909年までオデッサ軍管区司令官。1909年、軍事委員会委員。第一次世界大戦初期の1914年、北西戦線で航空部隊の編成に参画。1915年に退役。
1916年にオデッサ総督となるが、翌年発生したロシア革命（十月革命）の後はトルコ、ブルガリアを経由してパリに亡命。電信技術の会社に勤め、そこで客死した。